# فدریک ویستاول
فدریک ویستاول (دانمارکی: Frederic Vystavel؛ زادهٔ ۲۹ اوت ۱۹۹۳) قایقران روئینگ اهل دانمارک است.
وی در مسابقات کشوری و بین‌المللی در مجموع برندهٔ ۱ مدال برنز شده‌است.